# ライフワーク
ライフワーク（英: lifework）または天職（てんしょく）は、人が生涯の仕事として人生を捧げたテーマのことである。

## 概要
自己啓発書作家の本田健は、「ライフワークとは、自分のなかにある《幸せの源泉》から湧き出る情熱を使って自分らしさを表現し、まわりと分かち合う生き方」と定義している。「幸せの源泉」とは、そこにつながるだけで、本人が幸せになるようなこと。その人らしい本質で、静かなワクワクを感じ、つきることのない情熱がある場所である。
また、作家の外山滋比古は、「ライフワークとは、それまでバラバラになっていた断片につながりを与えて、ある有機的統一にもたらしてゆくひとつの奇跡、個人の奇跡を行うことにほかならない」と述べている。その人にしかできない、一生をかけてする仕事や事業、それがライフワークである。